# ブロック・パーティ
ブロック・パーティー（Bloc Party）は、イギリスのロック・バンド。2003年結成。

## 概要
ロンドンの学生アート・ロック・シーン出身のロック・バンド。ギター・ロックにパンク、テクノ、ダンス・ミュージックなどの要素を組み込み、性急で複雑なドラムラインに乗せた、知的で洗練された鋭角的なメロディーが特徴。しばしばポストパンク/ニュー・ウェイヴ・リバイバルの一翼と紹介される。
バンド名に特に意味はないが、アメリカの地方行事「Block Party」の語呂合わせで、語尾の「k」を取ることで「Eastern Bloc（Soviet Bloc＝冷戦時の東側の意）」を思わせるとのこと。

## 来歴
1998年、ケリー・オケレケとラッセル・リサックがロックフェスで偶然知り合い、意気投合する。2年後、ふたりが『NME』誌に出したメンバー募集の告知にゴードン・モークスが応募し加入。その後、知人を介してマット・トンも加わり、2002年に創設メンバーが揃った。
2003年、当時大型新人として頭角を現していたフランツ・フェルディナンドにデモテープを送り、前座に抜擢され、音楽活動を本格化する。そのころからイギリスの音楽誌上において注目を集める存在となり、2004年にメジャーデビュー。
日本では同年7月にデビュー・ミニ・アルバムを発売。8月にはSUMMER SONIC 04で初来日を果たした。
2005年初頭、ファースト・アルバム『サイレント・アラーム』を発表。同年の各国音楽各誌において軒並み高評価を得るとともに、ヨーロッパの実に9カ国でチャートの10位以内にランク・インするなど、人気・セールスともに成功を収めた。このころは1990年代のブリットポップ期の再来といわれる2000年代のバンドブームの一例の存在として、周囲からは認識されていた。
2007年、社会性を強く打ち出し、前作から大きく変貌をとげた意欲作のセカンド・アルバム『ア・ウィークエンド・イン・ザ・シティ』を発表。この作品によって、UKロックシーンにおいて泡沫バンドでないことを印象づけた。以降、U2やレディオヘッドといった社会派バンドとしての評価を受けるようになる。
2012年3月、バンドは米フレンチキス・レコーズと契約し、コオペレイティヴ・ミュージックと北米、日本、東南アジアを除く全世界におけるパートナーシップを締結したことを発表した。同年8月、約4年の休止期間を経て4枚目となるアルバム『フォー』をリリース。
2013年にマット・トンが、2015年3月にはゴードン・モークスが相次いで脱退。2015年8月19日、ジャスティン・ハリス（ベース）とルイーズ・バートル（ドラム）を加えた新ラインナップでの初ライブを行った。
2016年1月、新ラインナップとして初のアルバム『ヒムズ』をリリース。
2018年3月、『サイレント・アラーム』を全曲演奏するツアーを10月から行うことを発表。当初は6公演のみの予定だったが、このツアーの成功に伴い、2019年にもツアーが行われた。
2021年11月、アルバム『Alpha Games』を、2022年4月にリリースすることを発表。

## 評価
かつて、オアシスのギャラガー兄弟が「アートスクールの学校祭バンド」と、一蹴したことがあったが、『ア・ウィークエンド・イン・ザ・シティ』を聴き、彼らは過去の否定的な考えを撤回した。特にリアムは、そのアルバムの最後の曲「SRXT」を聴いた後、「クッションに向かって15分間泣いた」とも告白している。

## その他
- セカンド・アルバム『ア・ウィークエンド・イン・ザ・シティ』収録の「Sunday」をプレイする際は、主にライブのアンコールで、ゴードンがマットと並んでツインドラムを演奏するのが定番であった。
- ダンス・ミュージックに強い影響を受けている彼らは、自らもDJパフォーマンスを披露するのが大好きで、来日公演の際も、ライブ終了直後にもかかわらず、渋谷や原宿のクラブハウスにお忍びで現れて、4人ともDJプレイを楽しんだとのこと。

## メンバー
- ケリー・オケレケ (Kele Okereke、1981年10月13日 - ) - ボーカル、ギター、サンプラー、エレクトリックピアノ (1999年- ) ※両親はナイジェリア出身。作詞・作曲を担当。いとこは人種差別主義者に殺害されており、その経験を元にした曲も作られている。
- ラッセル・リサック (Russell Lissack、1981年3月11日 - ) - ギター、プログラミング (1999年- ) ※特徴的な左右非対称の髪型をしており、「Blocstyle」と呼ばれている。有名になる前に、雑誌『メンズノンノ』のヘアースタイルのスナップで登場したことがある。
- ルイーズ・バートル (Louise Bartle) - ドラム、パーカッション、バック・ボーカル (2015年- )
- ハリー・ディーコン (Harry Deacon) - ベース、シンセサイザー、バック・ボーカル (2023年- )

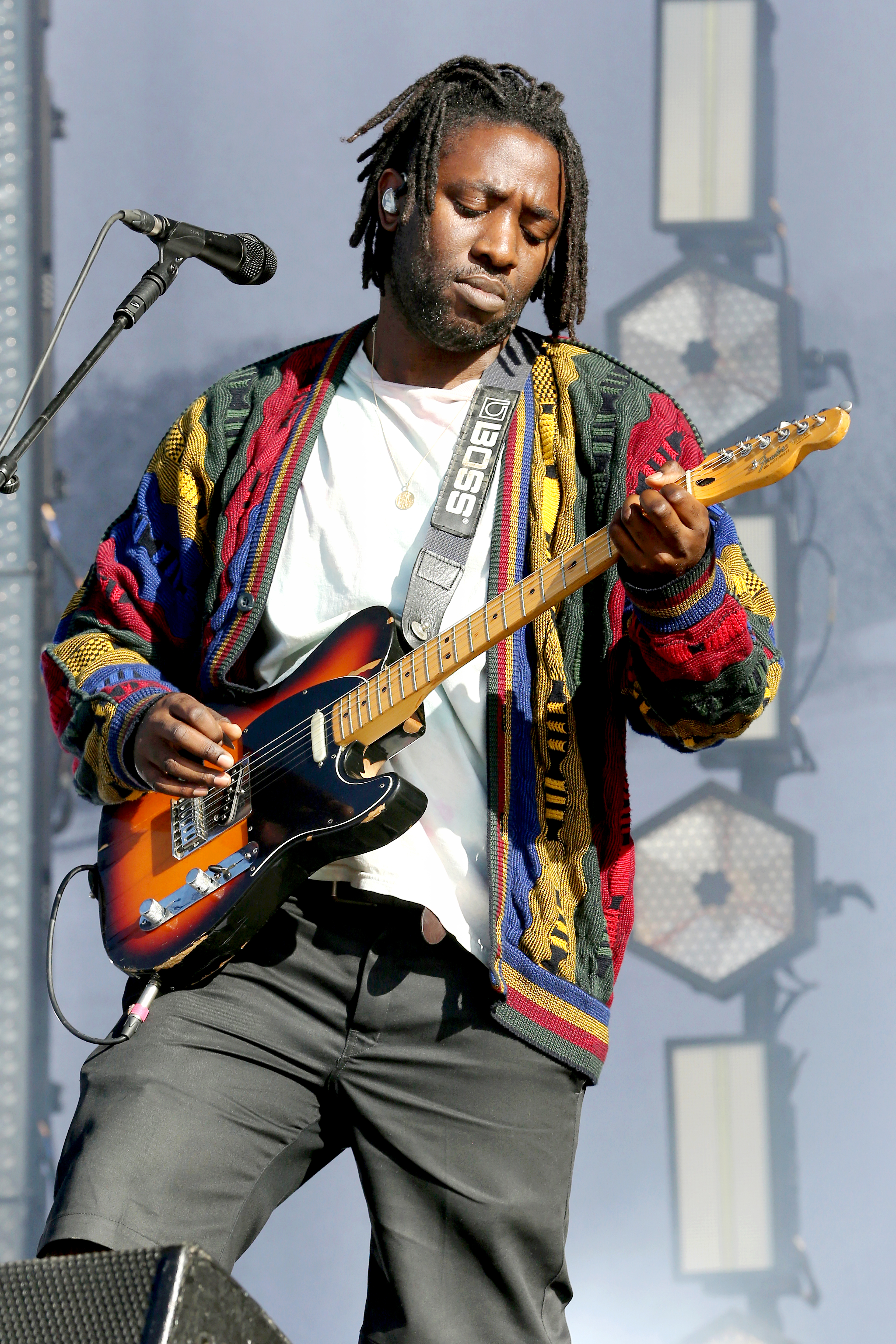
ケリー・オケレケ
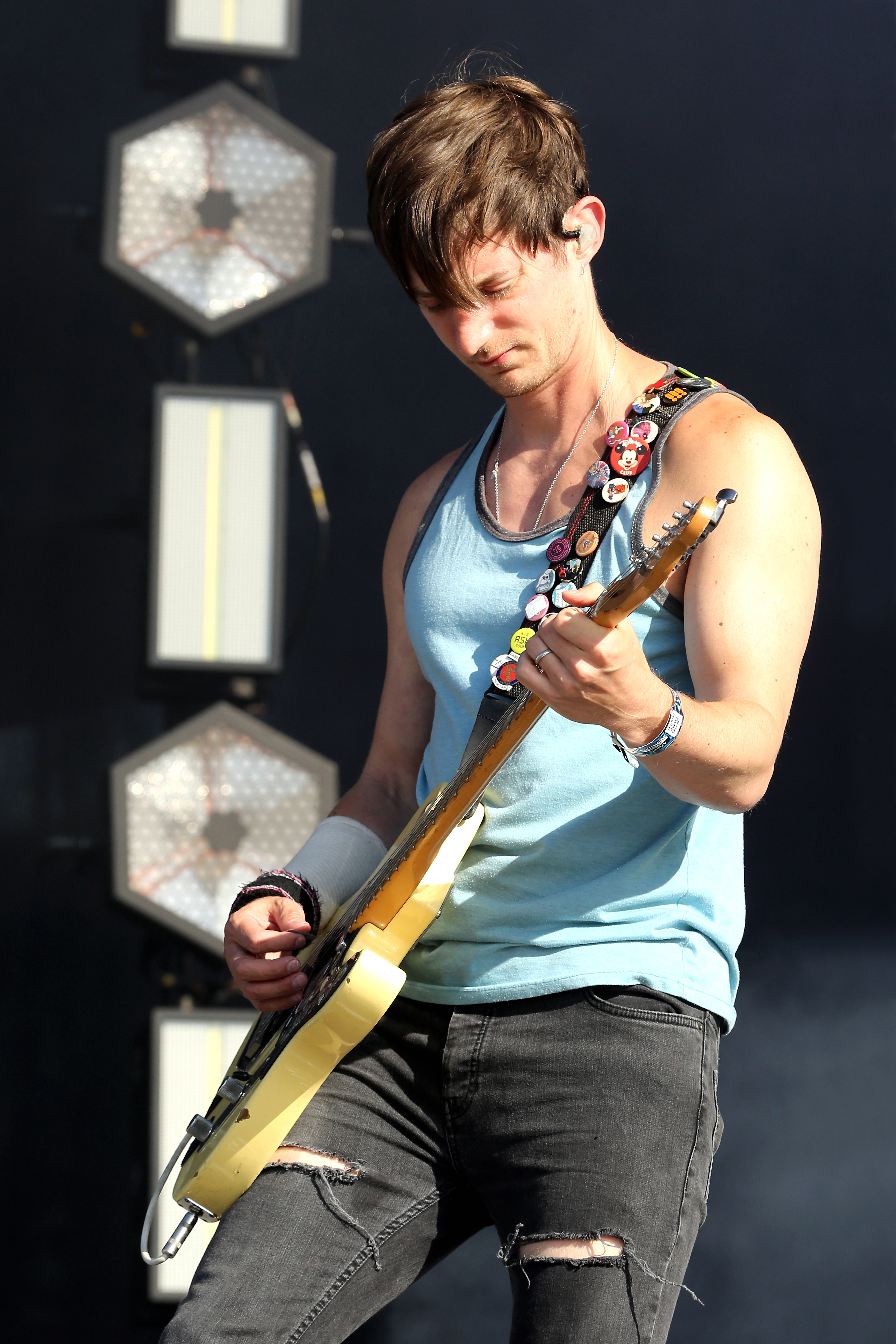
ラッセル・リサック
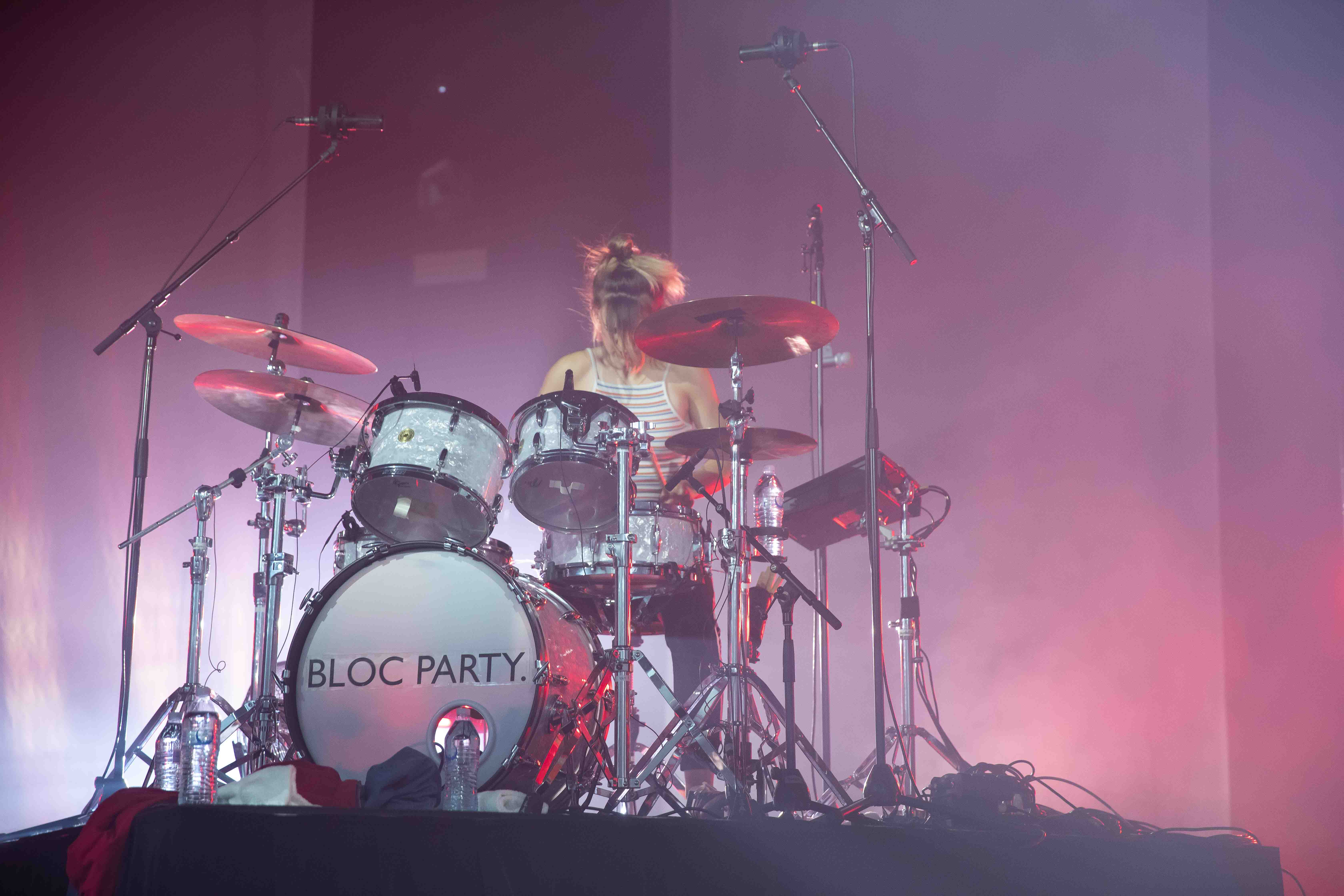
ルイーズ・バートル
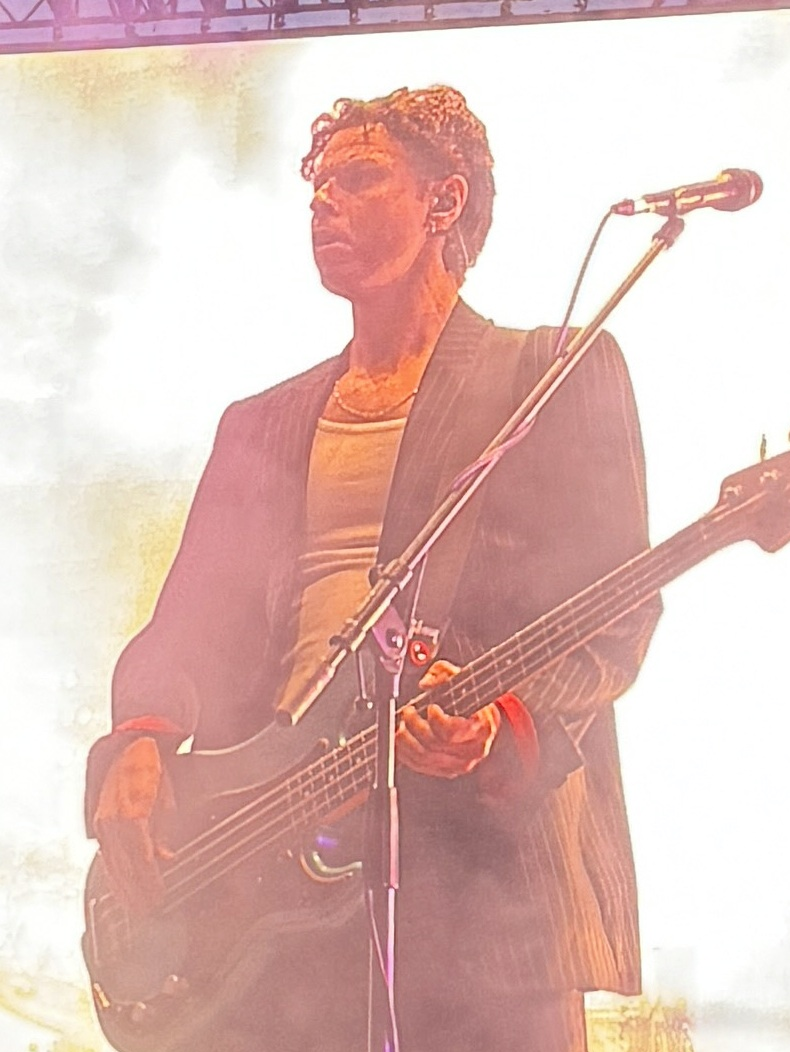
ハリー・ディーコン

### 旧メンバー
- ゴードン・モークス (Gordon Moakes、1976年6月22日 - ) - ベース、バック・ボーカル、シンセサイザー、サンプラー、鉄琴、ドラム (2002年–2015年) ※自身のサイド・プロジェクト「Young Legionnaire」に専念するため脱退[6]。
- マット・トン (Matt Tong、1979年4月29日 - ) - ドラム、パーカッション、バック・ボーカル (2002年–2013年) ※中華系マレーシア人の父と、英国人の母を持つ。左利きだが、ドラムは右である。
- サラ・ジョーンズ (Sarah Jones) - ドラム、パーカッション、バック・ボーカル (2013年) ※ツアー参加のみ
- ジャスティン・ハリス (Justin Harris) - ベース、シンセサイザー、バック・ボーカル (2015年–2023年)
- ダニエル・パグスレイ (Daniel Pugsley) - ベース、シンセサイザー、バック・ボーカル (2023年)

## ディスコグラフィ

### スタジオ・アルバム
- 『サイレント・アラーム』 - Silent Alarm

2005年2月リリース　全英3位、全米112位
英『NME』誌2005年・年間アルバムランキング1位
- 『ア・ウィークエンド・イン・ザ・シティ』 - A Weekend in the City

2007年1月日本先行発売　全英2位、全米12位
- 『インティマシー』 - Intimacy

全英8位、全米18位
2008年8月21日先行デジタルリリース、同年10月21日フィジカルリリース（日本先行発売）
- 『フォー』 - Four

2012年8月15日、日本先行発売　全英3位、全米36位
- 『ヒムズ』 - Hymns

2016年1月29日、全英12位、全米198位
- Alpha Games

2022年4月29日、全英7位

## 来日公演
- 2004年8月7日、8日 SUMMER SONIC 04
- 2004年12月21日、22日 原宿Astro Hall・大阪club vision
- 2005年5月4日、5日、7日、8日 日本ツアー 心斎橋・名古屋・渋谷クラブクアトロ
- 2005年8月13日、14日 SUMMER SONIC 05
- 2006年11月2日 代官山UNIT
- 2007年3月4~6日 日本ツアー 新木場スタジオコースト・クラブダイアモンド・なんばハッチ
- 2007年8月11日、12日 SUMMER SONIC 07
- 2008年7月25日 フジロックフェスティバル08[7]
- 2012年6月23日、24日 Hostess Club Weekender 恵比寿ガーデンホール
- 2013年1月27日、29日、30日 恵比寿ガーデンホール・名古屋クラブクアトロ・大阪 AKASO
- 2015年11月23日、24日 Hostess Club Weekender 新木場スタジオコースト・大阪BIG CAT